# França metropolitana

Mapa dels territoris europeus de la República Francesa: la França Metropolitana.

La França metropolitana (la France métropolitaine, o simplement la Métropole, en francès) es refereix al territori de la República francesa a Europa, incloent-hi l'illa de Còrsega. S'utilitza en contraposició a les dependències dels altres continents, formades per illots deshabitats, illes i territoris colonitzats a partir del segle xvi a indrets llunyans d'Amèrica, Àfrica, Àsia, Oceania i Antàrtida. Aquests territoris, que actualment han perdut el nom de colònies, avui s'agrupen en les dependències dites d'ultramar (la France d'outre-mer, o col·loquialment, les DOM-TOM en francès). El terme francès Métropole prové de l'etapa colonial francesa, del segle xvi al xx, durant la qual es feia referència a la França continental sota el nom de métropole o, és a dir la "metròpoli". Als territoris francesos de fora d'Europa, els habitants de la França europea són col·loquialment anomenats, en francès, métros, de métropolitains, o zoreilles. La França europea és la "França", simplement, que sol venir al cap primer a la majoria d'habitants dels altres països europeus.
La França europea, excloent l'illa de Còrsega, de vegades és anomenada, en francès, la França continental (en francès, la France continentale o, simplement, le continent). En realitat és un abús del llenguatge, ja que la Guaiana Francesa tampoc és una illa.
Per la forma aproximada que li dona les seues fronteres continentals, la frança continental també rep a França i en francès el sobrenom de l'Hexàgon (l'Hexagone); d'una manera semblant a l'expressió la pell de brau, que s'havia emprat a Espanya per a parlar del mateix Estat. En realitat, quan els periodistes francesos parlen de l'Hexàgon solen referir-se a tota la França europea (és a dir, no exclouen Còrsega) i fins i tot a tota França.

## Geografia
La França metropolitana té una extensió de 551.695 km². Representa el 81,8% de la superfície total de França. En canvi, la població europea és d'uns 61.538.322 habitants (cens de l'1 de gener de 2007), el 96% de la totalitat de la República.

## Política
La França metropolitana pertany a la Unió Europea i té com a moneda l'euro. En canvi, hi ha territoris d'ultramar francesos que pertanyen a la Unió Europea (amb un estatus especial pel fet d'estar tan allunyats) i d'altres que no.